# Матюшкин, Дмитрий Михайлович (партийный деятель)
Дмитрий Михайлович Матюшкин (2 октября 1906, Болхов, Орловская губерния — 1993) — советский хозяйственный, государственный и политический деятель.

## Биография
Родился в 1906 году в Болхове. Член ВКП(б) с 1928 года.
С 1937 года — на хозяйственной, общественной и политической работе. В 1937—1961 гг. — технолог, старший мастер Горьковского автомобильного завода имени И. В. Сталина, инструктор Горьковского областного комитета ВКП(б), 2-й секретарь Муромского городского комитета ВКП(б), инструктор Отдела Управления кадров, Управления кадров, Отдела партийных профсоюзных и комсомольских органов ЦК ВКП(б), секретарь Краснодарского краевого комитета ВКП(б), 1-й заместитель председателя Исполнительного комитета Краснодарского краевого Совета, 2-й секретарь Краснодарского краевого комитета КПСС, 1-й секретарь Краснодарского краевого комитета КПСС, секретарь Калужского областного комитета КПСС. В соответствии с постановлением бюро ЦК КПСС от 24 февраля 1961 г. бюро Калужского областного комитета КПСС 28 февраля 1961 г. сняло Д.М. Матюшкина с работы секретаря Калужского областного комитета КПСС.
Избирался депутатом Верховного Совета РСФСР 4-го и 5-го созывов.
Умер в 1993 году.